# Palmarès della nazionale maschile di calcio dell'Italia
Il palmarès della nazionale di calcio dell'Italia è tra i più prestigiosi a livello mondiale, contando le competizioni per selezioni maggiori maschili di FIFA (Coppa del Mondo, Confederations Cup e torneo olimpico) e UEFA (campionato europeo e UEFA Nations League), oltre alla Coppa Internazionale, considerata antesignana del campionato europeo.
Gli Azzurri hanno vinto quattro edizioni del campionato mondiale (Italia 1934, Francia 1938, Spagna 1982 e Germania 2006), due del campionato europeo (Italia 1968 e Europa 2020), il torneo di calcio ai Giochi Olimpici di Berlino 1936 e due coppe Internazionali (1927-1930 e 1933-1935).
Avendo ottenuto come ulteriori piazzamenti due secondi posti (Messico 1970 e Stati Uniti 1994) e un terzo posto (Italia 1990) al mondiale, due secondi posti all'europeo (Belgio-Paesi Bassi 2000 e Polonia-Ucraina 2012), una medaglia di bronzo al torneo olimpico di Amsterdam 1928 e un terzo posto sia alla FIFA Confederations Cup 2013 sia alla UEFA Nations League (nel 2020-2021 e nel 2022-2023) con la partecipazione alla Coppa dei Campioni CONMEBOL-UEFA 2022 l'Italia è divenuta l'unica nazionale medagliata in tutte le competizioni ufficiali organizzate da FIFA e UEFA per le nazionali maggiori.
Le copie dei trofei conquistati dagli Azzurri, e alcune medaglie dei giocatori riferite ai vari piazzamenti sul podio in alcuni tornei, sono conservate all'interno del Museo del calcio, presso il Centro tecnico federale Luigi Ridolfi a Firenze e al J-Museum a Torino, salvo casi di mostre itineranti organizzate dalla FIGC in tutto il territorio nazionale.

## Trofei vinti
Dati aggiornati all'11 luglio 2021, dopo la conquista del campionato europeo di calcio 2020.

### Competizioni ufficiali FIFA

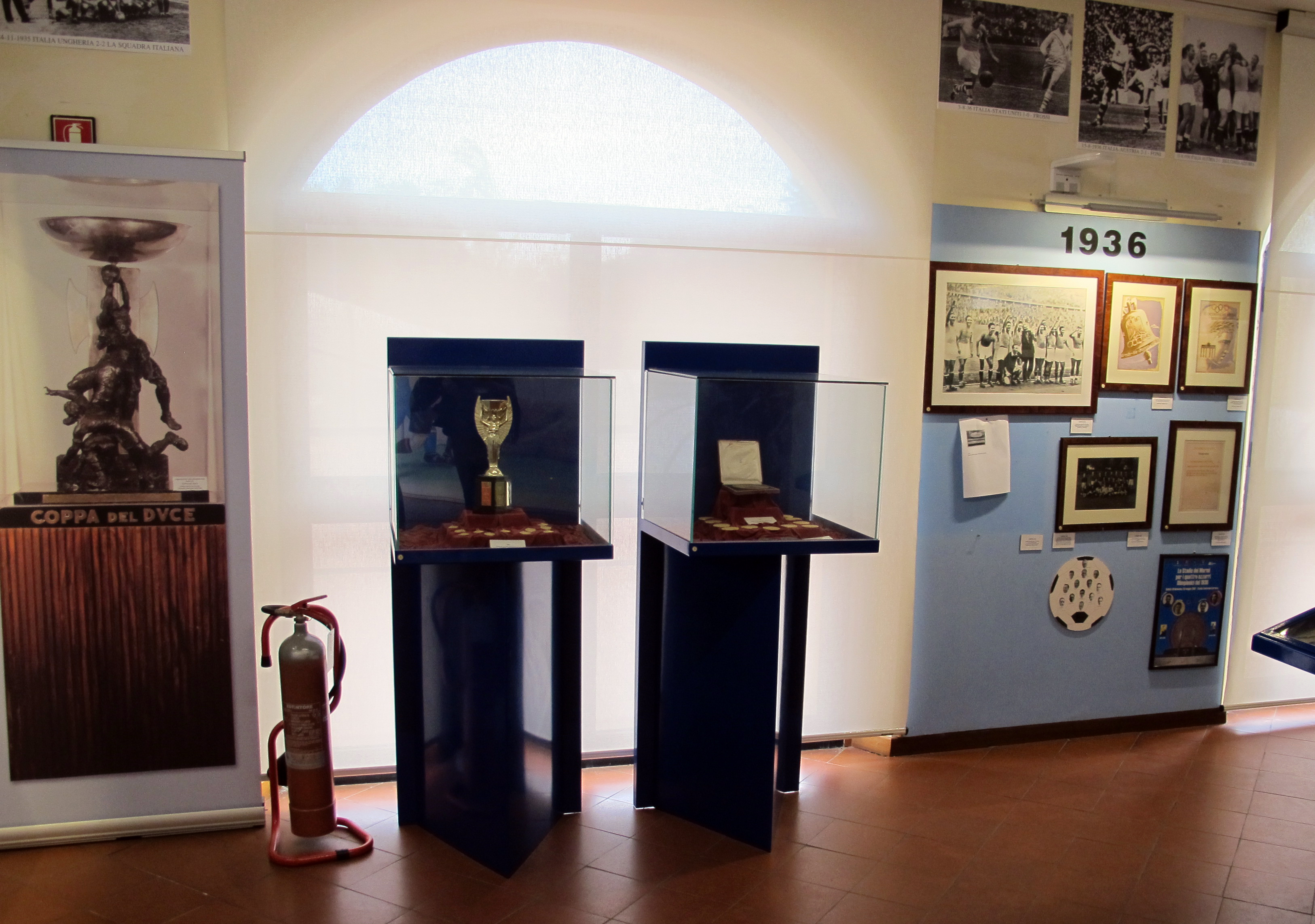
Una teca del Museo del calcio contenente la Coppa Jules Rimet vinta nel 1934

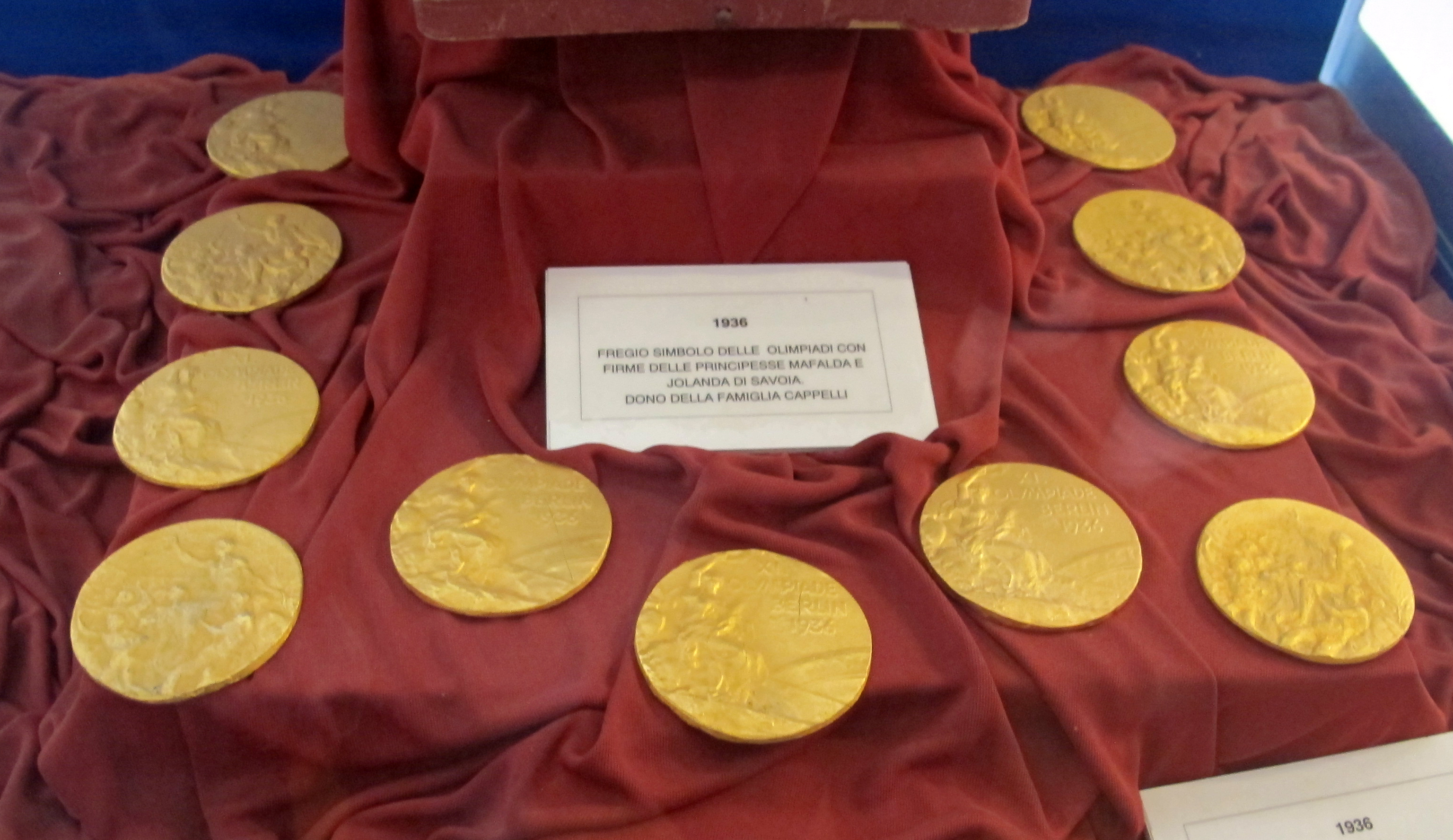
Alcune medaglie d'oro vinte dagli Azzurri a Berlino 1936, conservate al Museo del calcio

Essendo stata quattro volte campione del mondo, l'Italia è seconda (assieme alla Germania) solo al Brasile, che vanta cinque titoli mondiali. Sommando le tre competizioni FIFA per nazionali i successi salgono a cinque, con l'oro olimpico, e mantengono gli Azzurri al secondo posto, sempre a pari merito con i tedeschi e ancora dietro ai brasiliani, anche nella graduatoria delle selezioni più vincenti nei tornei organizzati dalla confederazione mondiale. Con i sudamericani, è l'unica nazionale ad aver in bacheca almeno due copie di entrambi i trofei della Coppa del Mondo FIFA (la Coppa Jules Rimet e il Trofeo Coppa del Mondo FIFA).
Per quanto riguarda i trofei FIFA vinti, la nazionale italiana detiene due record tuttora in corso, anche se condivisi con altre selezioni: 
- la vittoria in due campionati mondiali consecutivi (eguagliato ad oggi solo dal Brasile del quadriennio 1958-1962);
- il successo in tre competizioni FIFA consecutive, vincendo le due rassegne continentali intervallate dai Giochi Olimpici (eguagliando quindi l'Uruguay che aveva vinto l'oro olimpico nel 1924 e nel 1928 e successivamente la prima Coppa del mondo nel 1930).

5 trofei
| Competizione            | Trofeo                      | Edizione      |
| ----------------------- | --------------------------- | ------------- |
| Coppa del Mondo FIFA: 4 | Coppa Jules Rimet           | Italia 1934   |
| Coppa del Mondo FIFA: 4 | Coppa Jules Rimet           | Francia 1938  |
| Coppa del Mondo FIFA: 4 | Trofeo Coppa del Mondo FIFA | Spagna 1982   |
| Coppa del Mondo FIFA: 4 | Trofeo Coppa del Mondo FIFA | Germania 2006 |
| Torneo olimpico: 1      | Medaglia d'oro              | Berlino 1936  |

### Competizioni ufficiali UEFA

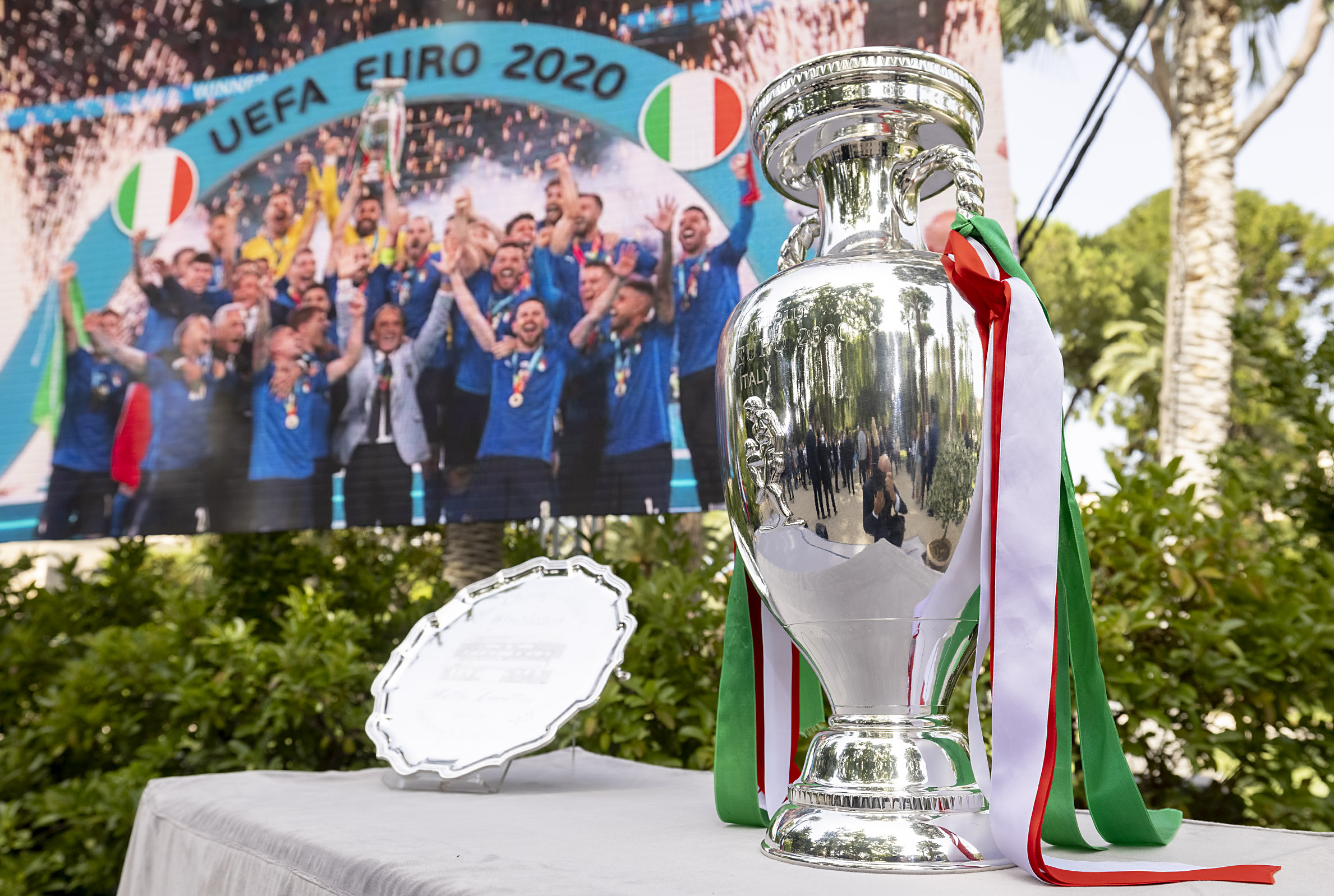
La copia della Coppa Henri Delaunay vinta nel 2021, nei giardini del Palazzo del Quirinale per l'incontro del 12 luglio con il Presidente della Repubblica Italiana

I due titoli di "campione d'Europa" dell'Italia pongono invece la nazionale azzurra al terzo posto continentale (a pari merito con la Francia), dietro a Germania con tre successi e Spagna con quattro, nel numero di campionati europei ottenuti. Con gli spagnoli, è l'unica nazionale ad avere in bacheca una copia di entrambe le versioni della Coppa Henri Delaunay (quella piccola del periodo 1960-2004 e quella più grande in uso dal 2008).
2 trofei
| Competizione               | Trofeo               | Edizione    |
| -------------------------- | -------------------- | ----------- |
| Campionato europeo UEFA: 2 | Coppa Henri Delaunay | Italia 1968 |
| Campionato europeo UEFA: 2 | Coppa Henri Delaunay | Europa 2020 |

### Altre competizioni ufficiali
Tra i trofei ufficiali vinti, anche se non riconosciuti dalla FIFA, si annoverano due Coppe Internazionali (su sei edizioni totali disputate), prima competizione continentale per squadre nazionali di calcio regolarmente disputata in Europa, la quale metteva di fronte le compagini nazionali dell'Europa centrale (che in quegli anni erano tra le squadre più forti al mondo) e la nazionale italiana. L'ufficialità del torneo è data dal fatto che l'evento veniva organizzato congiuntamente dalle federazioni calcistiche delle nazionali partecipanti.
2 trofei
| Competizione                     | Trofeo               | Edizione  |
| -------------------------------- | -------------------- | --------- |
| Coppa Internazionale: 2 (record) | Coppa Antonín Švehla | 1927-1930 |
| Coppa Internazionale: 2 (record) | Coppa Antonín Švehla | 1933-1935 |

### Competizioni amichevoli
2 trofei
- Coppa di Città del Messico (1985);[5]
- Torneo Scania 100 (1991).[6]

## Altri piazzamenti
Dati aggiornati al 18 giugno 2023, dopo la medaglia di bronzo conquistata nella UEFA Nations League 2022-2023.

### Competizioni ufficiali FIFA
Con i vari piazzamenti sul podio nel campionato mondiale, nel torneo olimpico, e nella FIFA Confederations Cup 2013, l'Italia è una delle tre selezioni maggiori maschili (con Argentina e Spagna) ad essere medagliata in tutte le competizioni FIFA e CIO per nazionali.
| Competizione            | Piazzamento   | Edizione         |
| ----------------------- | ------------- | ---------------- |
| Coppa del Mondo FIFA    | Secondo posto | Messico 1970     |
| Coppa del Mondo FIFA    | Secondo posto | Stati Uniti 1994 |
| Coppa del Mondo FIFA    | Terzo posto   | Italia 1990      |
| FIFA Confederations Cup | Terzo posto   | Brasile 2013     |
| Torneo olimpico         | Terzo posto   | Amsterdam 1928   |

### Competizioni ufficiali UEFA
Con il terzo posto nella UEFA Nations League 2020-2021 e la successiva finale nella Coppa dei Campioni CONMEBOL-UEFA 2022, in aggiunta alle vittorie e ai precedenti podi ottenuti al Campionato europeo di calcio, la nazionale italiana è salita sul podio in tutte e tre le competizioni ufficiali organizzate o co-organizzate dall'UEFA, primato condiviso solo con la Francia che però, a differenza dell'Italia, ha vinto tutti e tre i tornei.
| Competizione                     | Piazzamento   | Edizione                |
| -------------------------------- | ------------- | ----------------------- |
| Campionato europeo UEFA          | Secondo posto | Belgio-Paesi Bassi 2000 |
| Campionato europeo UEFA          | Secondo posto | Polonia-Ucraina 2012    |
| UEFA Nations League              | Terzo posto   | Italia 2021             |
| UEFA Nations League              | Terzo posto   | Paesi Bassi 2023        |
| Coppa dei Campioni CONMEBOL-UEFA | Finalista     | Finalissima 2022        |

### Altre competizioni ufficiali
| Competizione         | Piazzamento   | Edizione  |
| -------------------- | ------------- | --------- |
| Coppa Internazionale | Secondo posto | 1931-1932 |

### Competizioni amichevoli
- U.S. Cup (secondo posto nel 1992);[7]
- Torneo del Centenario della Federazione Svizzera (secondo posto nel 1995);[8]
- Coppa del Bicentenario degli Stati Uniti (terzo posto nel 1976).[9]

## Riepilogo piazzamenti

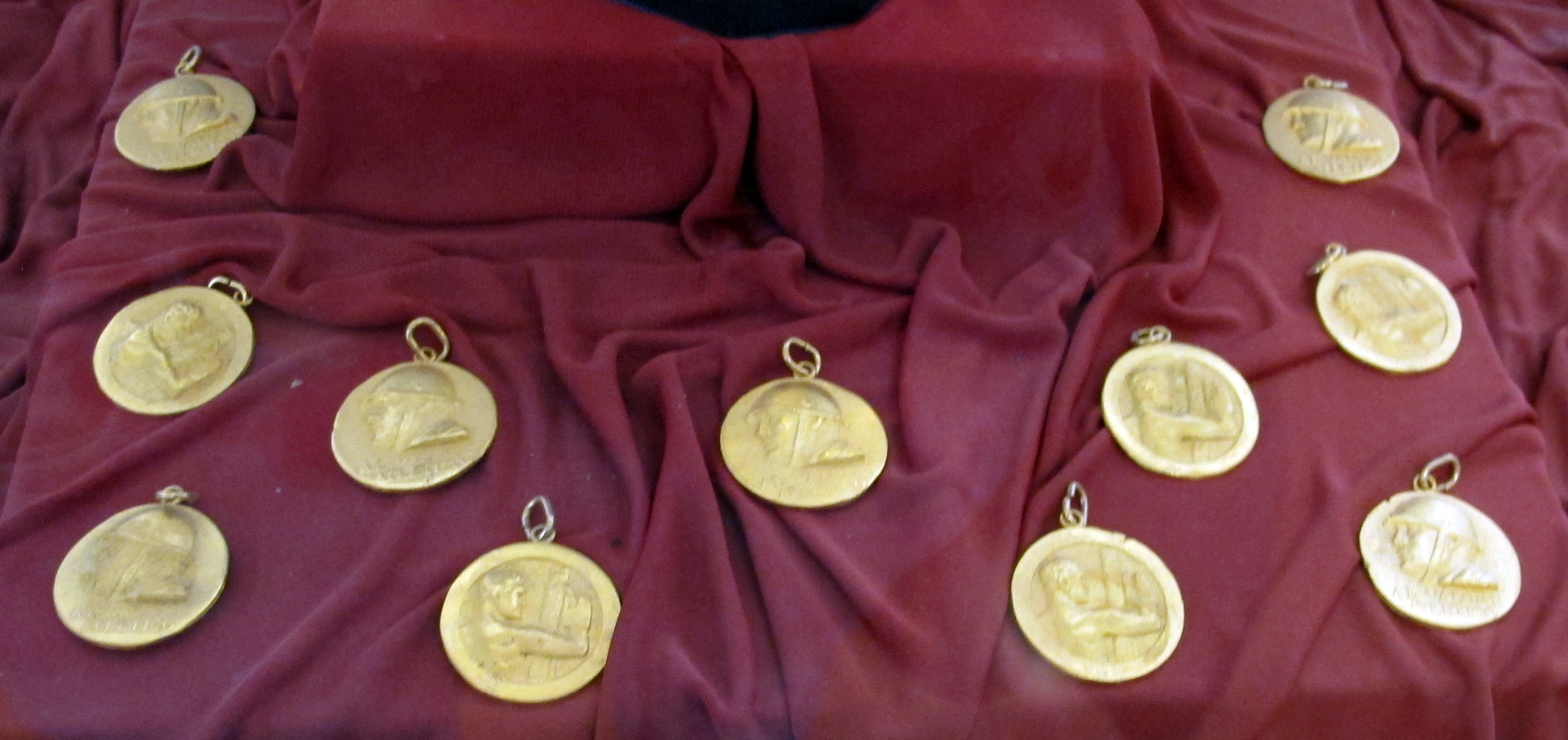
Museo del calcio, alcune medaglie d'oro consegnate agli Azzurri per la vittoria del

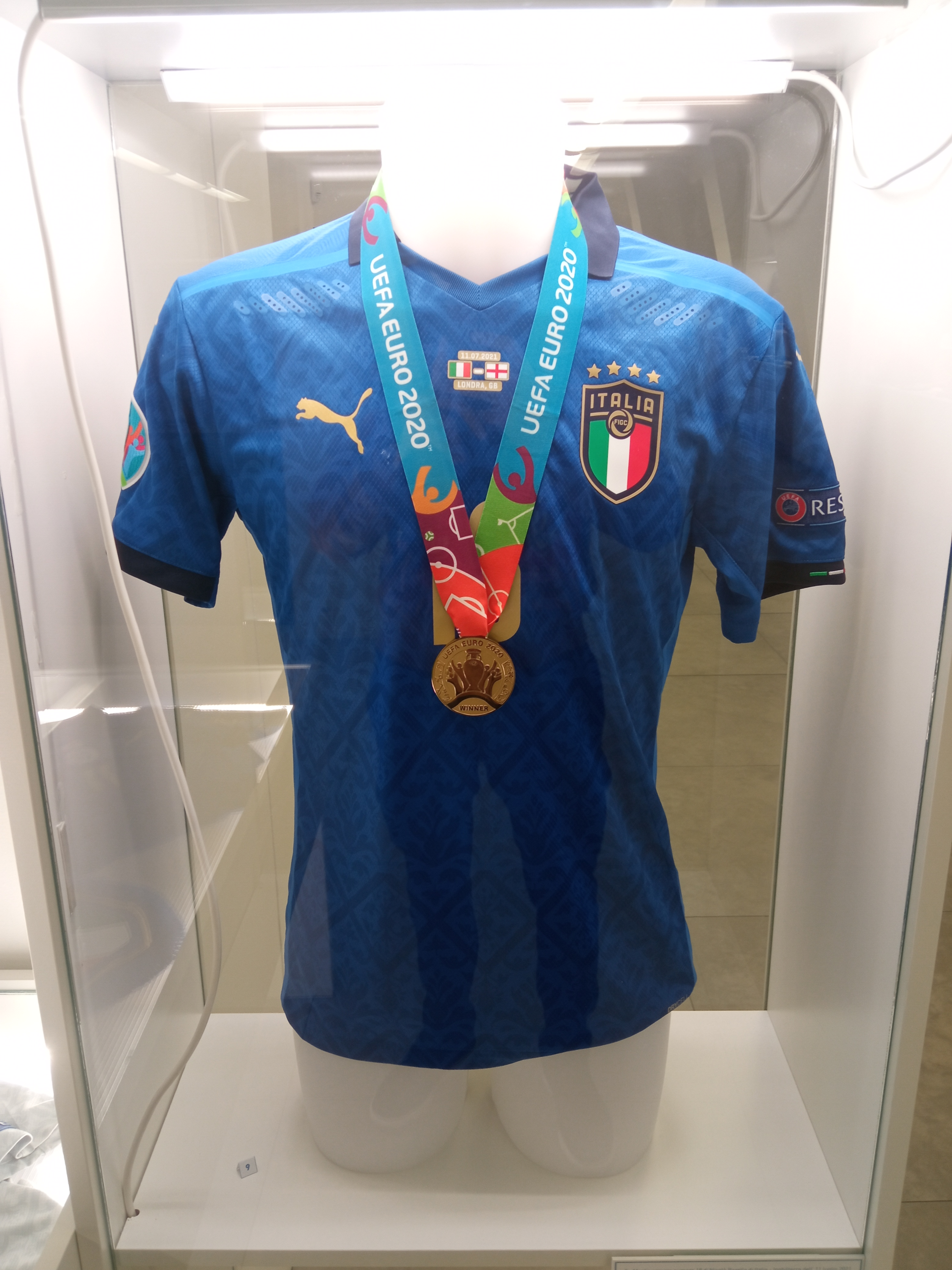
La medaglia d'oro conquistata con la vittoria del

Nel totale dei titoli per nazionali maggiori riconosciuti dalla FIFA, gli Azzurri si piazzano all'ottavo posto con i sette trofei, superati da cinque formazioni del Sudamerica e del Centro-Nordamerica e dalla Germania e Francia, ma tale graduatoria risulta sbilanciata a favore delle nazionali americane, in quanto hanno disputato molte più edizioni delle rispettive competizioni continentali, anche con cadenza annuale.
Considerando i piazzamenti totali nei due tornei principali per nazionali europee, il campionato mondiale e il campionato europeo, l'Italia è al secondo posto continentale - oltre che per trofei conquistati - anche per numero di finali disputate (dieci) e per piazzamenti sul podio (undici), collocandosi in tutti e due i casi dietro la Germania. 
L'Italia è l'unica selezione maggiore medagliata in tutte le competizioni ufficiali organizzate da FIFA e UEFA per le nazionali.
Dati aggiornati al 18 giugno 2023, dopo la medaglia di bronzo conquistata nella UEFA Nations League 2022-2023.
| Competizione                     |   |   |   | Tot. |
| -------------------------------- | - | - | - | ---- |
| Coppa del Mondo FIFA             | 4 | 2 | 1 | 7    |
| Campionato europeo UEFA          | 2 | 2 | 0 | 4    |
| Torneo olimpico                  | 1 | 0 | 1 | 2    |
| Coppa dei Campioni CONMEBOL-UEFA | 0 | 1 | 0 | 1    |
| UEFA Nations League              | 0 | 0 | 2 | 2    |
| FIFA Confederations Cup          | 0 | 0 | 1 | 1    |
| Totale                           | 7 | 5 | 5 | 17   |

## Riconoscimenti
Dati aggiornati al 1º giugno 2022.

### Ranking FIFA
Dall'istituzione della Classifica mondiale della FIFA, avvenuta nell'agosto del 1993, l'Italia ha raggiunto il primo posto in quattro occasioni:
- dal 19 novembre al 23 dicembre 1993 (34 giorni);
- dal 14 febbraio al 14 marzo 2007 (28 giorni);[11]
- dal 18 aprile al 18 luglio 2007 (91 giorni);
- dal 19 settembre al 24 ottobre 2007 (35 giorni).

### Premi
- FIFA Best Mover of the Year (2006);
- Gazzetta Sports Awards - Squadra dell'anno (1982 e 2006);
- Gazzetta Sports Awards - Squadra italiana dell'anno (1978, 1982, 2006 e 2021);
- Premio Laureus World Sports - Squadra dell'anno (2007 e 2022);[12][13]
- Globe Soccer Awards - Squadra nazionale dell'anno (2021).[14]

### Altri
- Coppa del Duce (1934).[15][16]